# Brod (Bosnia ed Erzegovina)
Brod (in serbo Брод, fino al 2004 chiamata Bosanski Brod) è una municipalità della Bosnia ed Erzegovina, nella Regione di Doboj dell'entità Republika Srpska, con 17.943 abitanti al censimento 2013.
Brod è situato nella parte settentrionale del paese, lungo il corso del fiume Sava che segna il confine con la Croazia. Il suo nome nel periodo jugoslavo era Bosanski Brod (letteralmente: "Guado Bosniaco"), anche per differenziarla dalla città croata di Slavonski Brod ("Guado Slavone")  che la fronteggia dalla parte opposta della Sava.

## Denominazione
Durante e dopo la guerra in Bosnia la città era stata rinominata Srpski Brod ("Brod serba"); la Corte Costituzionale bosniaca ha deliberato nel 2004 (U-44/01) che tale cambio di denominazione era discriminatorio rispetto a tutti i cittadini non-serbi.
La città è quindi tornata alla denominazione di Bosanski Brod. Nel 2009 una decisione del parlamento dell'entità ha eliminato il prefisso Bosanski dal nome della città. La Corte Costituzionale bosniaca ha statuito nel 2009 che tale ultimo cambio di denominazione non era discriminatorio in sé.

## Località
Il comune è formato dall'insieme delle seguenti località:
Brod • Brusnica Mala • Brusnica Velika • Donja Barica • Donja Močila • Donja Vrela • Donje Kolibe • Donji Klakar • Gornja Barica • Gornja Močila • Gornja Vrela • Gornje Kolibe • Gornji Klakar • Grk • Koraće • Kričanovo • Kruščik • Liješće • Novo Selo • Sijekovac • Unka • Vinska i Zborište.